# Карлос Роберто Галло
Карлос Роберто Галло (порт. Carlos Roberto Gallo, нар. 4 березня 1956, Вінедо) — бразильський футболіст, що грав на позиції воротаря. Найкращий воротар Бразилії 1980 та 1982 років.
Виступав, зокрема, за клуби «Понте-Прета» та «Корінтіанс», а також національну збірну Бразилії. Зі збірною був учасником трьох чемпіонатів світу та трьох Кубків Америки, також грав на Мундіаліто та на Олімпійських іграх, але жоден з цих турнірів так і не виграв.

## Клубна кар'єра
У дорослому футболі дебютував 1974 року виступами за команду клубу «Понте-Прета», в якій провів десять сезонів, взявши участь у 75 матчах чемпіонату. У цей період Карлос двічі став віце-чемпіоном штату Сан-Паулу (1977 та 1979) та двічі визнавався кращим голкіпером країни (1980 та 1982), виграючи «Срібний м'яч».
Своєю грою за цю команду привернув увагу представників тренерського штабу клубу «Корінтіанс», до складу якого приєднався 1984 року. Відіграв за команду з Сан-Паулу наступні п'ять років своєї ігрової кар'єри і виграв чемпіонат Сан-Паулу у 1988 році. Хоча на момент тріумфу Карлос вже не був у команді, оскільки незадовго до фіналу турніру він був проданий в турецький «Малатьяспор», де провів два сезони.
У 1990 році він повернувся до Бразилії і грав у складі «Атлетіко Мінейру», «Гуарані» (Кампінас) та «Палмейраса».
Завершив професійну ігрову кар'єру у клубі «Португеза Деспортос», за який виступав протягом 1993 року.

## Виступи за збірні
З 1975 по 1976 рік захищав кольори олімпійської збірної Бразилії. У складі цієї команди провів 22 матчі і став переможцем Панамериканських ігор 1975 року і  учасником футбольного турніру на Олімпійських іграх 1976 року у Монреалі.
Не провівши жодного матчу за збірну, Карлос потрапив у заявку бразильців на чемпіонат світу 1978 року в Аргентині та Кубок Америки 1979 року. На обох турнірах його команда здобула бронзові нагороди, але він на поле так і не виходив.
Лише 1980 року Карлос дебютував в офіційних матчах у складі національної збірної Бразилії і через два роки поїхав на чемпіонат світу 1982 року в Іспанії, де разом з командою здобув «срібло», але знову був лише третім воротарем і не зіграв на турнірі жодної хвилини.
З 1985 року Карлос став основним воротарем збірної і в цьому статусі поїхав на наступний чемпіонат світу 1986 року у Мексиці. Там він провів найкращий виступ будь-якого бразильського воротаря в історії чемпіонатів світу, пропустивши лише один гол у п'яти матчах на турнірі, проте бразильці програли в серії пенальті французам у чвертьфіналі. У цій серії м'яч, після удару Брюно Беллона влучив у штангу, а потім в спину Карлоса, від якої влетів у ворота.
Наступного року на розіграші Кубка Америки 1987 року в Аргентині бразильці взагалі не вийшли з групи, а незабаром Карлос відправився грати до Туреччини і перестав викликатись до збірної, поступившись місцем у воротах Клаудіо Таффарелу.
З 1991 року Карлос знову став залучатись до матчів збірної і єдиним турніром для воротаря після повернення став розіграш Кубка Америки 1993 року в Еквадорі, на якому він також був дублером Таффарела. Всього ж протягом кар'єри у національній команді, яка тривала 14 років, провів у формі головної команди країни 37 матчів.

## Подальше життя
Після завершення кар'єри гравця Карлос працював головним тренером клубів «Операріо» та «Кампо-Гранде», а також тренером воротарів у «Понте-Преті» та «Нороестре».

## Титули і досягнення

### Командні
- Переможець Панамериканських ігор: 1975
- Чемпіон Передолімпійського турніру з футболу: 1976
- Володар Кубка Стенлі Роуза: 1987
- Чемпіон штату Сан-Паулу: 1988
- Чемпіон штату Мінас-Жерайс: 1991
- Бронзовий призер чемпіонату світу: 1978

### Особисті
- Володар Срібного м'яча Бразилії: 1980, 1982